# Colombofilia

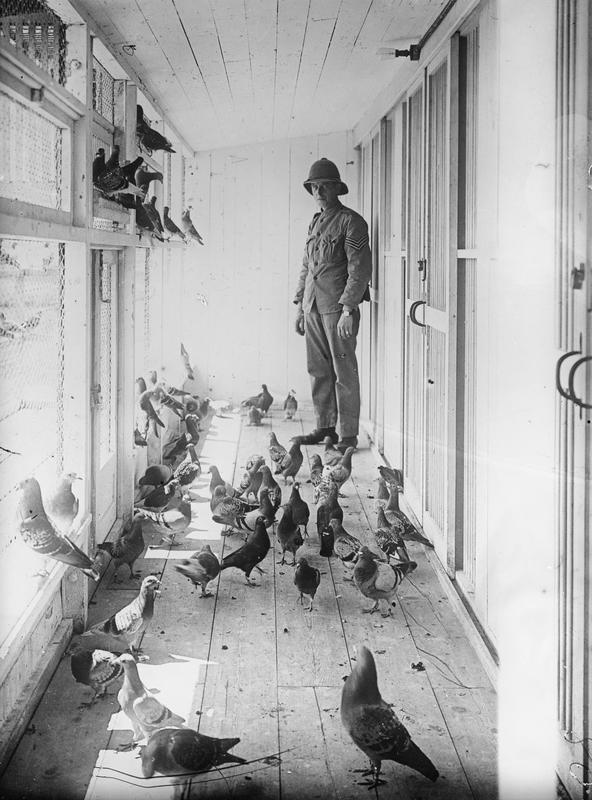
Palomar colombófilo

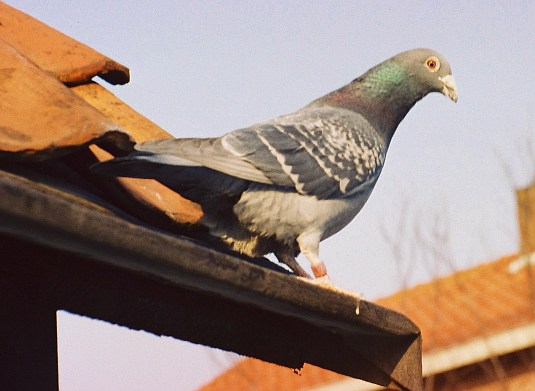
Paloma mensajera.

La colombofilia o colombicultura (del latín columba, paloma y del griego φιλία, filia) consiste en la cría y adiestramiento de palomas para convertirlas en palomas mensajeras, capaces de volver a su palomar. Anteriormente tenía la finalidad de llevar mensajes; pero hoy es un hobby y/o deporte de carreras de palomas mensajeras, es decir, recorrer un trayecto a la mayor velocidad posible  mediante el registro de relojes especiales.  Existen diversas razas de palomas; algunas son ornamentales, pero las palomas mensajeras, son palomas en las que se ha cultivado a lo largo de los años la capacidad de regresar efectivamente a su palomar; en consecuencia no todas las palomas tienen esta característica de regresar a su palomar. Para el éxito competitivo, los colombófilos (es decir los criadores de las palomas mensajeras), se esmeran por tener las mejores palomas (las más veloces y resistentes, con mayor mordiente o deseo de volver a casa). Pero también hay otros factores que determinan ese éxito, como pueden ser: mantener una salud perfecta en las aves, una alimentación adecuada, un entrenamiento sistemático y ordenado, un palomar seguro, acogedor y que brinde posibilidad de cultivar el apego o adhesión del ave a su percha, a su nido y a su pareja. 

## Historia
En algunas zonas se llegaron a emitir incluso sellos postales para este uso particular.[¿cuál?] El primer concurso colombófilo que se conoce data del 15 de junio de 1820. En esa época es también cuando los diferentes ejércitos establecen la aplicación militar de la colombofilia, conocida como colombofilia militar que tuvo su auge durante la Primera Guerra Mundial. Tras la Segunda Guerra Mundial se abandonó casi completamente el empleo de palomas mensajeras en favor de las telecomunicaciones modernas.
En el arte, el motivo de la colombofilia tuvo su apogeo en el siglo XIX, aunque en la actualidad aún se emplea como tema en el diseño de sellos postales. La colombofilia es en la actualidad una minoría dentro de la filatelia. Solo se siguen enviando unas pocas cartas y documentos por este medio.
Actualmente[¿cuándo?], las competiciones más largas se efectúan desde Barcelona hasta el norte de Holanda (aprox. 1100 km).
Como deporte el país que cuenta con más licencias es China (300 000 licencias 2005) seguida de Alemania (58 000), Bélgica (43 000), Polonia (43 000), Reino Unido (37 800) y Países Bajos (29 800). Existen otros países o regiones donde se practica la Colombofilia a menor escala, como México y Sudamérica. A menor escala en cantidad de aficionados, pero no en calidad deportiva; por ejemplo, los vuelos sobre la cordillera de los Andes son especialmente complejos.
Existe también una Olimpiada Colombófila. España ocupa, aproximadamente, el décimo puesto a nivel mundial. En España el primer palomar militar data de 1879 y actualmente[¿cuándo?] los palomares militares están integrados en el Servicio Colombófilo Militar (SCM), que es además el encargado de regular la posesión y utilización de palomas mensajeras en España. El número de licencias en España en 1999 era de 4200 con 320 000 palomas y el SCM poseía cinco palomares con seiscientas palomas. Dentro de España, las Islas Canarias son el principal foco de aficionados, sobrepasando el 40% del total de licencias del país, seguido de las Islas Baleares con un 25%. En el caso de Canarias la abundancia de practicantes se deriva de la fuerte influencia que el Reino Unido ejerció durante el siglo XIX en el archipiélago.
Existen diversas líneas de palomas mensajeras que se conocen como "razas" y que generalmente llevan el nombre del criador que las ha desarrollado, logrado mantener las características de la raza a través de las generaciones.
Existen razas que son aptas para carreras de corta distancia, denominadas "de velocidad" (de 100 hasta 250 km aproximadamente), otras denominadas "de medio fondo" (de 300 a 450 km) otras nombradas "de fondo" (de 500 a 800 km) y finalmente existen razas aptas para volar en carreras con mayores distancias denominadas "de gran fondo" (700 a 1200 km).

## Concursos
Los competidores se afilian a algún Club Colombófilo próximo a su ciudad, a donde estos llevan a sus palomas que fueron previamente entrenadas. El Club se encarga de organizar la competición y marcar las reglas, estos Clubes asesoran, a sus afiliados sobre aspectos como la crianza y cuidados de las palomas mensajeras.
Existen diferentes modalidades de concursos, los dos principales son:
Las carreras con el club
En las que cada colombófilo lleva sus palomas al club el día del enceste y todas las palomas juntas son llevadas al punto de suelta. A cada paloma se le ha puesto una anilla con un número o chip electrónico en el momento del enceste. Cada paloma vuelve a su palomar y el colombófilo está atento para recoger esta anilla e introducirla en un reloj especial, donde queda reflejada la hora, minutos y segundos exactos. En la siguiente reunión del club se abren los relojes y se realiza la clasificación de la suelta anterior. Con las diferentes sueltas se realiza la clasificación.
Colombódromos
Esta modalidad mucho más reciente consiste en que hay un colombófilo que pone su palomar a disposición de los demás para realizar la prueba. Los participantes llevan pichones, sin que hayan volado previamente en su palomar de origen. El responsable del colombódromo cría y entrena los pichones recibidos para la prueba. El día de la suelta final se reúnen los colombófilos para ver la llegada de las palomas y el reparto de los premios.
En ambos casos la paloma ganadora es la que tarda menos tiempo en llegar al palomar. La competición la gana la primera paloma que llega en la última suelta. El As paloma es la paloma que menos tiempo ha invertido en el total de los vuelos de la competición. También suele haber premios por equipos.

## Palomos deportivos
Existe otra forma de competición de palomas denominada palomos deportivos, mucho menos practicada a nivel mundial, pero con gran arraigo en España. Los palomos criados para tal fin son de raza específica para este deporte. El buchón jiennense, deportivo jerezano o el gorguero son razas de éxito entre los criadores; estos palomos se acostumbran al palomar para que después del vuelo vuelvan a él. Esta característica será fundamental, pues el deporte en sí trata de que un palomo macho enamore a una paloma, soltada en el concurso para tal fin, y tenga la fuerza de arrastrarla a su palomar cobrando así su dueño la paloma atraída, de ahí que también se les llame palomos rateros. Sin embargo, al igual que se puede cobrar una pieza, se puede perder si el palomo en vez de tirar para su palomar se deja arrastrar hasta el del otro, pues en este caso se perderá el ejemplar sin poder reclamarlo al dueño del palomar en el que entró.